# José Antonio Villegas Cora
José Antonio Villegas Cora (Puebla, Puebla, México, 1713-10 de marzo de 1786). Llamado Cora el viejo, fue el más famoso de los escultores poblanos del siglo XVIII cuyo renombre sobrepasó las fronteras de México siendo reconocido en Europa.                                                      
Procuró la observación del natural sin dejar de idealizar sus figuras, ya que los rostros de sus vírgenes son hermosos y exhalan un gran candor espiritual. Su sobrino, Zacarías Cora (1752-1819), dedicó su vida al mismo oficio que su padrastro.

## Obras
Toda su obra se concentró en la ciudad de Puebla en donde se conservan Santa Ana y San Joaquín (iglesia de San Cristóbal), Parroquia de San José, una Purísima, etcétera.
En el Templo Conventual de Nuestra Señora del Carmen se le atribuyen la imagen principal de Nuestra Señora del Carmen ubicada en el altar mayor, de San José, de Santa Teresa, San Juan de la Cruz, San Elías en capillas y altares laterales y la imagen de Nuestra Señora de los Dolores que sale en procesión por la ciudad el viernes santo.
En 1786 participó en la hechura y el dorado del retablo de la pequeña Iglesia conventual de Santa Teresa de Ávila.